# Lijst van gemeentelijke monumenten in Zwolle
De gemeente Zwolle heeft 328 gemeentelijke monumenten. Hieronder een overzicht. 

## Windesheim
De plaats Windesheim kent 2 gemeentelijke monumenten:
| Object                    | Bouwjaar | Architect | Locatie       | Coördinaten                  | Nr.           | Afbeelding  |
| ------------------------- | -------- | --------- | ------------- | ---------------------------- | ------------- | ----------- |
| Grafsteen Dirc van Herxen |          |           | Dorpsstraat 4 | 52° 26' 55" NB, 6° 7' 57" OL | 0193/ZLG00038 | Upload foto |
| Kosterswoning             |          |           | Dorpsstraat 8 | 52° 26' 54" NB, 6° 7' 55" OL | 0193/ZLG00309 | Upload foto |

## Zwolle
De plaats Zwolle kent 326 gemeentelijke monumenten:
| Object                                                                             | Bouwjaar               | Architect                                | Locatie                                 | Coördinaten                  | Nr.           | Afbeelding                                                                         |
| ---------------------------------------------------------------------------------- | ---------------------- | ---------------------------------------- | --------------------------------------- | ---------------------------- | ------------- | ---------------------------------------------------------------------------------- |
| Muziektent                                                                         |                        |                                          | Assendorperplein ong.                   | 52° 30' 24" NB, 6° 5' 57" OL | 0193/ZLG00001 | Muziektent                                                                         |
| Woonhuis Woningbouwcomplex Eigen Haard 1894 in neorenaissancestijl                 | 1893-1894              | Koch, W & F.C.                           | Assendorperstraat 41                    | 52° 30' 25" NB, 6° 6' 4" OL  | 0193/ZLG00007 | Woonhuis Woningbouwcomplex Eigen Haard 1894 in neorenaissancestijl                 |
| Woonhuis Woningbouwcomplex Eigen Haard 1894 in neorenaissancestijl                 | 1893-1894              | Koch, W & F.C.                           | Assendorperstraat 43                    | 52° 30' 25" NB, 6° 6' 4" OL  | 0193/ZLG00006 | Woonhuis Woningbouwcomplex Eigen Haard 1894 in neorenaissancestijl                 |
| Woonhuis-winkel in Invloed Amsterdamse School stijl                                | 1926-1927              | Ruberg, G.TH.                            | Assendorperstraat 48-48A - 48B          | 52° 30' 28" NB, 6° 5' 58" OL | 0193/ZLG00005 | Woonhuis-winkel in Invloed Amsterdamse School stijl                                |
| Winkel-woonhuis in jugendstil                                                      | 1907-1908              | Post, G.G                                | Assendorperstraat 78-78A                | 52° 30' 26" NB, 6° 6' 2" OL  | 0193/ZLG00004 | Winkel-woonhuis in jugendstil                                                      |
| Weeshuis Landwijk                                                                  | 1884                   | Gerrits, W.                              | Assendorperstraat 129                   | 52° 30' 16" NB, 6° 6' 14" OL | 0193/ZLG00003 | Weeshuis Landwijk                                                                  |
| Vm St.Josephkerk in Delftse School-stijl                                           | 1932                   | Sluymer, J. en Ruberg, G. TH.            | Assendorperstraat 205-207 t/m 353       | 52° 30' 8" NB, 6° 6' 23" OL  | 0193/ZLG00002 | Meer afbeeldingen                                                                  |
| Woonhuis in eclecticische-stijl                                                    | 1873                   | Koch, W. en F.C.                         | Badhuiswal 8                            | 52° 30' 52" NB, 6° 6' 3" OL  | 0193/ZLG00009 | Woonhuis in eclecticische-stijl                                                    |
| Woonhuis in eclecticische-stijl                                                    | 1873                   | Koch, W. en F.C.                         | Badhuiswal 9                            | 52° 30' 52" NB, 6° 6' 3" OL  | 0193/ZLG00008 | Woonhuis in eclecticische-stijl                                                    |
| Vm Rijks HBS                                                                       | 1864-1867; 1951-1952   | Reinders, B.                             | Bagijnesingel 4-6                       | 52° 30' 50" NB, 6° 6' 14" OL | 0193/ZLG00313 | Vm Rijks HBS                                                                       |
| Woonhuis (dubbel) in neorenaissancestijl                                           | 1896                   |                                          | Bagijnesingel 19                        | 52° 30' 50" NB, 6° 6' 11" OL | 0193/ZLG00011 | Woonhuis (dubbel) in neorenaissancestijl                                           |
| Woonhuis (dubbel) in neorenaissancestijl                                           | 1896                   |                                          | Bagijnesingel 21                        | 52° 30' 50" NB, 6° 6' 11" OL | 0193/ZLG00010 | Woonhuis (dubbel) in neorenaissancestijl                                           |
| Schoenkuipenbrug                                                                   | 1906-1907              | Krook, L.                                | Bagijnesingel ong.                      | 52° 30' 49" NB, 6° 6' 11" OL | 0193/ZLG00012 | Schoenkuipenbrug                                                                   |
| Begraafplaats Bergklooster                                                         |                        |                                          | Bergkloosterweg 11                      | 52° 32' 7" NB, 6° 7' 48" OL  | 0193/ZLG00317 | Meer afbeeldingen                                                                  |
| Begraafplaats Bergklooster - Grafzerk Jan Mulert                                   |                        |                                          | Bergkloosterweg 11                      | 52° 32' 7" NB, 6° 7' 48" OL  | 0193/ZLG00318 | Meer afbeeldingen                                                                  |
| Gedenksteen Thomas à Kempis                                                        |                        | Pierre Cuypers                           | Bergkloosterweg bij 11                  | 52° 31' 0" NB, 6° 4' 59" OL  | 0193/ZLG00013 | Meer afbeeldingen                                                                  |
| Woonhuis in eclecticische-stijl                                                    | 1875 en 1909           | Koch, W. en F.C / Post,G.G.              | Beukenallee 1                           | 52° 30' 14" NB, 6° 4' 6" OL  | 0193/ZLG00015 | Woonhuis in eclecticische-stijl                                                    |
| Tuinmanswoning in neorenaissancestijl                                              | 1907-1908              |                                          | Beukenallee 3                           | 52° 30' 15" NB, 6° 4' 10" OL | 0193/ZLG00014 | Tuinmanswoning in neorenaissancestijl                                              |
| Spaarbank (Vereniging tot nut van het algemeen), thans café in neorenaissancestijl | 1889                   | Koch, W. & F.C.                          | Blijmarkt 23                            | 52° 30' 38" NB, 6° 5' 30" OL | 0193/ZLG00016 | Spaarbank (Vereniging tot nut van het algemeen), thans café in neorenaissancestijl |
| Begraafplaats Buitengasthuis                                                       |                        |                                          | Buitengasthuisstraat bij 8              | 52° 31' 0" NB, 6° 4' 59" OL  | 0193/ZLG00319 | Begraafplaats Buitengasthuis                                                       |
| Drie Banken (VVV)                                                                  |                        |                                          | Burgemeester van Roijensingel ong.      | 52° 30' 30" NB, 6° 5' 17" OL | 0193/ZLG00028 | Drie Banken (VVV)                                                                  |
| Woonhuis in Eclecticisme stijl                                                     | Circa 1862; 1913-1914  | Koch, F.C. en J.D.C. (1913-1914)         | Burgemeester van Roijensingel 1         | 52° 30' 39" NB, 6° 5' 26" OL | 0193/ZLG00027 | Woonhuis in Eclecticisme stijl                                                     |
| Woonhuis in neorenaissance, Amsterdamse School. stijl                              | 1891 en 1923-1924      | Leussink, J. (1923-1924)                 | Burgemeester van Roijensingel 7         | 52° 30' 31" NB, 6° 5' 25" OL | 0193/ZLG00026 | Woonhuis in neorenaissance, Amsterdamse School. stijl                              |
| Buitenhuis in eclecticische-stijl                                                  | 1842-1852; 1900        | Groot, M. de                             | Burgemeester van Roijensingel 8-8A, 8B  | 52° 30' 30" NB, 6° 5' 26" OL | 0193/ZLG00025 | Buitenhuis in eclecticische-stijl                                                  |
| Woonhuis in jugendstil verwante stijl                                              | 1871; 1907             |                                          | Burgemeester van Roijensingel 9         | 52° 30' 29" NB, 6° 5' 27" OL | 0193/ZLG00024 | Woonhuis in jugendstil verwante stijl                                              |
| Woonhuis in neorenaissancestijl                                                    | Circa 1853; 1894       |                                          | Burgemeester van Roijensingel 10        | 52° 30' 30" NB, 6° 5' 31" OL | 0193/ZLG00023 | Woonhuis in neorenaissancestijl                                                    |
| Woonhuis in neorenaissancestijl                                                    | Circa 1853; 1894       |                                          | Burgemeester van Roijensingel 11-11A    | 52° 30' 30" NB, 6° 5' 32" OL | 0193/ZLG00022 | Woonhuis in neorenaissancestijl                                                    |
| Woonhuis in neorenaissancestijl                                                    | 1900-1902              | Windt, P. van de (Groningen)             | Burgemeester van Roijensingel 12        | 52° 30' 30" NB, 6° 5' 33" OL | 0193/ZLG00021 | Woonhuis in neorenaissancestijl                                                    |
| Woonhuis in neoclassicisme-stijl                                                   | Circa 1845             |                                          | Burgemeester van Roijensingel 16        | 52° 30' 32" NB, 6° 5' 37" OL | 0193/ZLG00020 | Woonhuis in neoclassicisme-stijl                                                   |
| Woonhuis (dubbel) in neorenaissancestijl                                           | 1891                   |                                          | Burgemeester van Roijensingel 20-21     | 52° 30' 32" NB, 6° 5' 42" OL | 0193/ZLG00018 | Woonhuis (dubbel) in neorenaissancestijl                                           |
| Woonhuis in eclecticische-stijl                                                    | Circa 1865             |                                          | Burgemeester van Roijensingel 22        | 52° 30' 32" NB, 6° 5' 43" OL | 0193/ZLG00017 | Woonhuis in eclecticische-stijl                                                    |
| Grafmonument Apolloon                                                              |                        |                                          | De Doornweg t.o. 18                     | 52° 32' 31" NB, 6° 8' 23" OL | 0193/ZLG00029 | Upload foto                                                                        |
| Woonhuis in eclecticische-stijl                                                    | 1880                   | Koch, W. en W.C.                         | Diezerkade 1-1A, 1B / Kleine Grachtje 5 | 52° 30' 56" NB, 6° 6' 1" OL  | 0193/ZLG00030 | Woonhuis in eclecticische-stijl                                                    |
| Winkel-woonhuis De Oude Gaper in neorenaissance-stijl                              | 1902                   | Dieden, A. van                           | Diezerstraat 10                         | 52° 30' 44" NB, 6° 5' 36" OL | 0193/ZLG00037 | Meer afbeeldingen                                                                  |
| Winkel-woonhuis in neorenaissance (gevel) stijl                                    | Circa 1890             |                                          | Diezerstraat 16                         | 52° 30' 44" NB, 6° 5' 37" OL | 0193/ZLG00036 | Meer afbeeldingen                                                                  |
| Winkel-woonhuis in jugendstil                                                      | 1910 (gevel)           | Voogden, H.J.                            | Diezerstraat 20                         | 52° 30' 44" NB, 6° 5' 38" OL | 0193/ZLG00035 | Winkel-woonhuis in jugendstil                                                      |
| Winkel-woonhuis in jugendstil (gevel) stijl                                        | Circa 1910             |                                          | Diezerstraat 32                         | 52° 30' 45" NB, 6° 5' 40" OL | 0193/ZLG00034 | Winkel-woonhuis in jugendstil (gevel) stijl                                        |
| Winkel-woonhuis                                                                    | Circa 1890 (gevel)     |                                          | Diezerstraat 35                         | 52° 30' 45" NB, 6° 5' 42" OL | 0193/ZLG00033 | Winkel-woonhuis                                                                    |
| Woonhuis in jugendstil (gevel) stijl                                               | Circa 1910             |                                          | Diezerstraat 46                         | 52° 30' 45" NB, 6° 5' 42" OL | 0193/ZLG00032 | Woonhuis in jugendstil (gevel) stijl                                               |
| Winkel-woonhuis in jugendstil                                                      | Circa 1910             |                                          | Diezerstraat 113                        | 52° 30' 49" NB, 6° 5' 54" OL | 0193/ZLG00031 | Winkel-woonhuis in jugendstil                                                      |
| Villa                                                                              | Circa 1910             |                                          | Eekwal 1                                | 52° 30' 39" NB, 6° 5' 21" OL | 0193/ZLG00046 | Villa                                                                              |
| Woonhuis in eclecticische-stijl                                                    | 1872                   |                                          | Eekwal 2                                | 52° 30' 39" NB, 6° 5' 23" OL | 0193/ZLG00045 | Woonhuis in eclecticische-stijl                                                    |
| Woonhuis in eclecticische-stijl                                                    | 1872                   |                                          | Eekwal 4                                | 52° 30' 39" NB, 6° 5' 23" OL | 0193/ZLG00044 | Woonhuis in eclecticische-stijl                                                    |
| Herenhuis in eclecticische-stijl                                                   | 1874-1875              |                                          | Eekwal 6                                | 52° 30' 39" NB, 6° 5' 22" OL | 0193/ZLG00043 | Herenhuis in eclecticische-stijl                                                   |
| Woonhuis in jugendstil                                                             | 1902                   | Post, G.G                                | Eekwal 7                                | 52° 30' 39" NB, 6° 5' 18" OL | 0193/ZLG00042 | Woonhuis in jugendstil                                                             |
| Herenhuis                                                                          | 1874-1875              |                                          | Eekwal 8                                | 52° 30' 39" NB, 6° 5' 22" OL | 0193/ZLG00041 | Herenhuis                                                                          |
| Herenhuis                                                                          | 1874-1875              |                                          | Eekwal 10                               | 52° 30' 39" NB, 6° 5' 21" OL | 0193/ZLG00040 | Herenhuis                                                                          |
| Woonhuis in eclecticische-stijl                                                    | 1875                   |                                          | Eekwal 31                               | 52° 30' 42" NB, 6° 5' 17" OL | 0193/ZLG00039 | Woonhuis in eclecticische-stijl                                                    |
| Gebouw PALVU                                                                       |                        |                                          | Eekwal tussen 27-1 en 29                | 52° 31' 0" NB, 6° 4' 59" OL  | 0193/ZLG00321 | Gebouw PALVU                                                                       |
| Woonhuis Woningbouwcomplex Eigen Haard 1894 in neorenaissancestijl                 | 1893-1894              | Koch, W & F.C.                           | Eigenhaardstraat 12                     | 52° 30' 25" NB, 6° 6' 4" OL  | 0193/ZLG00064 | Woonhuis Woningbouwcomplex Eigen Haard 1894 in neorenaissancestijl                 |
| Woonhuis Woningbouwcomplex Eigen Haard 1894 in neorenaissancestijl                 | 1893-1894              | Koch, W & F.C.                           | Eigenhaardstraat 14                     | 52° 30' 25" NB, 6° 6' 4" OL  | 0193/ZLG00063 | Woonhuis Woningbouwcomplex Eigen Haard 1894 in neorenaissancestijl                 |
| Woonhuis Woningbouwcomplex Eigen Haard 1894 in neorenaissancestijl                 | 1893-1894              | Koch, W & F.C.                           | Eigenhaardstraat 16                     | 52° 30' 25" NB, 6° 6' 5" OL  | 0193/ZLG00062 | Woonhuis Woningbouwcomplex Eigen Haard 1894 in neorenaissancestijl                 |
| Woonhuis Woningbouwcomplex Eigen Haard 1894 in neorenaissancestijl                 | 1893-1894              | Koch, W & F.C.                           | Eigenhaardstraat 18                     | 52° 30' 25" NB, 6° 6' 5" OL  | 0193/ZLG00061 | Woonhuis Woningbouwcomplex Eigen Haard 1894 in neorenaissancestijl                 |
| Woonhuis Woningbouwcomplex Eigen Haard 1894 in neorenaissancestijl                 | 1893-1894              | Koch, W & F.C.                           | Eigenhaardstraat 20                     | 52° 30' 25" NB, 6° 6' 5" OL  | 0193/ZLG00060 | Woonhuis Woningbouwcomplex Eigen Haard 1894 in neorenaissancestijl                 |
| Woonhuis Woningbouwcomplex Eigen Haard 1894 in neorenaissancestijl                 | 1893-1894              | Koch, W & F.C.                           | Eigenhaardstraat 22                     | 52° 30' 25" NB, 6° 6' 5" OL  | 0193/ZLG00059 | Woonhuis Woningbouwcomplex Eigen Haard 1894 in neorenaissancestijl                 |
| Woonhuis Woningbouwcomplex Eigen Haard 1894 in neorenaissancestijl                 | 1893-1894              | Koch, W & F.C.                           | Eigenhaardstraat 24                     | 52° 30' 25" NB, 6° 6' 5" OL  | 0193/ZLG00058 | Woonhuis Woningbouwcomplex Eigen Haard 1894 in neorenaissancestijl                 |
| Woonhuis Woningbouwcomplex Eigen Haard 1894 in neorenaissancestijl                 | 1893-1894              | Koch, W & F.C.                           | Eigenhaardstraat 26                     | 52° 30' 26" NB, 6° 6' 6" OL  | 0193/ZLG00057 | Woonhuis Woningbouwcomplex Eigen Haard 1894 in neorenaissancestijl                 |
| Woonhuis Woningbouwcomplex Eigen Haard 1894 in neorenaissancestijl                 | 1893-1894              | Koch, W & F.C.                           | Eigenhaardstraat 28                     | 52° 30' 26" NB, 6° 6' 6" OL  | 0193/ZLG00056 | Woonhuis Woningbouwcomplex Eigen Haard 1894 in neorenaissancestijl                 |
| Woonhuis Woningbouwcomplex Eigen Haard 1894 in neorenaissancestijl                 | 1893-1894              | Koch, W & F.C.                           | Eigenhaardstraat 30                     | 52° 30' 26" NB, 6° 6' 6" OL  | 0193/ZLG00055 | Woonhuis Woningbouwcomplex Eigen Haard 1894 in neorenaissancestijl                 |
| Woonhuis Woningbouwcomplex Eigen Haard 1894 in neorenaissancestijl                 | 1893-1894              | Koch, W & F.C.                           | Eigenhaardstraat 32                     | 52° 30' 26" NB, 6° 6' 6" OL  | 0193/ZLG00054 | Woonhuis Woningbouwcomplex Eigen Haard 1894 in neorenaissancestijl                 |
| Woonhuis Woningbouwcomplex Eigen Haard 1894 in neorenaissancestijl                 | 1893-1894              | Koch, W & F.C.                           | Eigenhaardstraat 34                     | 52° 30' 26" NB, 6° 6' 7" OL  | 0193/ZLG00053 | Woonhuis Woningbouwcomplex Eigen Haard 1894 in neorenaissancestijl                 |
| Woonhuis Woningbouwcomplex Eigen Haard 1894 in neorenaissancestijl                 | 1893-1894              | Koch, W & F.C.                           | Eigenhaardstraat 36                     | 52° 30' 26" NB, 6° 6' 7" OL  | 0193/ZLG00052 | Woonhuis Woningbouwcomplex Eigen Haard 1894 in neorenaissancestijl                 |
| Woonhuis Woningbouwcomplex Eigen Haard 1894 in neorenaissancestijl                 | 1893-1894              | Koch, W & F.C.                           | Eigenhaardstraat 38                     | 52° 30' 26" NB, 6° 6' 7" OL  | 0193/ZLG00051 | Woonhuis Woningbouwcomplex Eigen Haard 1894 in neorenaissancestijl                 |
| Woonhuis Woningbouwcomplex Eigen Haard 1894 in neorenaissancestijl                 | 1893-1894              | Koch, W & F.C.                           | Eigenhaardstraat 40                     | 52° 30' 26" NB, 6° 6' 7" OL  | 0193/ZLG00050 | Woonhuis Woningbouwcomplex Eigen Haard 1894 in neorenaissancestijl                 |
| Woonhuis Woningbouwcomplex Eigen Haard 1894 in neorenaissancestijl                 | 1893-1894              | Koch, W & F.C.                           | Eigenhaardstraat 42                     | 52° 30' 26" NB, 6° 6' 7" OL  | 0193/ZLG00049 | Woonhuis Woningbouwcomplex Eigen Haard 1894 in neorenaissancestijl                 |
| Woonhuis Woningbouwcomplex Eigen Haard 1894 in neorenaissancestijl                 | 1893-1894              | Koch, W & F.C.                           | Eigenhaardstraat 44                     | 52° 30' 26" NB, 6° 6' 8" OL  | 0193/ZLG00048 | Woonhuis Woningbouwcomplex Eigen Haard 1894 in neorenaissancestijl                 |
| Woonhuis Woningbouwcomplex Eigen Haard 1894 in neorenaissancestijl                 | 1893-1894              | Koch, W & F.C.                           | Eigenhaardstraat 46                     | 52° 30' 26" NB, 6° 6' 8" OL  | 0193/ZLG00047 | Woonhuis Woningbouwcomplex Eigen Haard 1894 in neorenaissancestijl                 |
| Woonhuis in jugendstil verwante stijl                                              | 1906-1907              | G.B. Broekema                            | Emmastraat 1                            | 52° 30' 32" NB, 6° 5' 3" OL  | 0193/ZLG00070 | Upload foto                                                                        |
| Woonhuis in jugendstil verwante stijl                                              | 1906-1907              | G.B. Broekema                            | Emmastraat 3-3A                         | 52° 30' 33" NB, 6° 5' 2" OL  | 0193/ZLG00069 | Woonhuis in jugendstil verwante stijl                                              |
| Woonhuis in jugendstil verwante stijl                                              | 1906-1907              | G.B. Broekema                            | Emmastraat 5-5A                         | 52° 30' 33" NB, 6° 5' 2" OL  | 0193/ZLG00068 | Woonhuis in jugendstil verwante stijl                                              |
| Woonhuis in jugendstil verwante stijl                                              | 1906-1907              | G.B. Broekema                            | Emmastraat 7-7A                         | 52° 30' 33" NB, 6° 5' 1" OL  | 0193/ZLG00067 | Woonhuis in jugendstil verwante stijl                                              |
| Woonhuis in jugendstil verwante stijl                                              | 1906-1907              | G.B. Broekema                            | Emmastraat 9-9A                         | 52° 30' 33" NB, 6° 5' 1" OL  | 0193/ZLG00066 | Woonhuis in jugendstil verwante stijl                                              |
| Woonhuis in jugendstil verwante stijl                                              | 1906-1907              | G.B. Broekema                            | Emmastraat 11-11A                       | 52° 30' 34" NB, 6° 5' 1" OL  | 0193/ZLG00065 | Woonhuis in jugendstil verwante stijl                                              |
| Kostschool met woning in neorenaissancestijl                                       | 1891                   | Koch, W en F.G.                          | Emmawijk 1                              | 52° 30' 36" NB, 6° 5' 13" OL | 0193/ZLG00077 | Kostschool met woning in neorenaissancestijl                                       |
| Woonhuis (dubbel) in neorenaissancestijl                                           | 1891                   | Trooster, S.J.H.                         | Emmawijk 4                              | 52° 30' 36" NB, 6° 5' 14" OL | 0193/ZLG00076 | Woonhuis (dubbel) in neorenaissancestijl                                           |
| Woonhuis (dubbel) in neorenaissancestijl                                           | 1891                   | Trooster, S.J.H.                         | Emmawijk 5                              | 52° 30' 36" NB, 6° 5' 14" OL | 0193/ZLG00075 | Woonhuis (dubbel) in neorenaissancestijl                                           |
| Woonhuis (dubbel) in neorenaissancestijl                                           | 1892                   |                                          | Emmawijk 6                              | 52° 30' 36" NB, 6° 5' 13" OL | 0193/ZLG00074 | Woonhuis (dubbel) in neorenaissancestijl                                           |
| Woonhuis (dubbel) in neorenaissancestijl                                           | 1892                   |                                          | Emmawijk 7                              | 52° 30' 36" NB, 6° 5' 12" OL | 0193/ZLG00073 | Woonhuis (dubbel) in neorenaissancestijl                                           |
| Kantoor in eclecticische-stijl                                                     | 1880                   | Ministerie van Waterstaat                | Emmawijk 8-8 I                          | 52° 30' 35" NB, 6° 5' 12" OL | 0193/ZLG00072 | Kantoor in eclecticische-stijl                                                     |
| Woonhuis in eclecticische-stijl                                                    | 1880-1882              | Koch, W en F.C.                          | Emmawijk 23                             | 52° 30' 31" NB, 6° 5' 10" OL | 0193/ZLG00071 | Woonhuis in eclecticische-stijl                                                    |
| Woonhuis in neorenaissancestijl                                                    | 1895-1896              |                                          | Enkstraat 30                            | 52° 30' 23" NB, 6° 5' 52" OL | 0193/ZLG00088 | Woonhuis in neorenaissancestijl                                                    |
| Woonhuis in neorenaissancestijl                                                    | 1895-1896              |                                          | Enkstraat 32                            | 52° 30' 23" NB, 6° 5' 52" OL | 0193/ZLG00087 | Woonhuis in neorenaissancestijl                                                    |
| Woonhuis in neorenaissancestijl                                                    | 1895-1896              |                                          | Enkstraat 34                            | 52° 30' 23" NB, 6° 5' 52" OL | 0193/ZLG00086 | Woonhuis in neorenaissancestijl                                                    |
| Woonhuis in neorenaissancestijl                                                    | 1895-1896              |                                          | Enkstraat 36                            | 52° 30' 23" NB, 6° 5' 52" OL | 0193/ZLG00085 | Woonhuis in neorenaissancestijl                                                    |
| Woonhuis in neorenaissancestijl                                                    | 1895-1896              |                                          | Enkstraat 38                            | 52° 30' 23" NB, 6° 5' 53" OL | 0193/ZLG00084 | Woonhuis in neorenaissancestijl                                                    |
| Woonhuis in neorenaissancestijl                                                    | 1895-1896              |                                          | Enkstraat 39                            | 52° 30' 23" NB, 6° 5' 51" OL | 0193/ZLG00083 | Woonhuis in neorenaissancestijl                                                    |
| Woonhuis in neorenaissancestijl                                                    | 1895-1896              |                                          | Enkstraat 40                            | 52° 30' 23" NB, 6° 5' 53" OL | 0193/ZLG00082 | Woonhuis in neorenaissancestijl                                                    |
| Woonhuis in neorenaissancestijl                                                    | 1895-1896              |                                          | Enkstraat 41                            | 52° 30' 23" NB, 6° 5' 51" OL | 0193/ZLG00081 | Woonhuis in neorenaissancestijl                                                    |
| Woonhuis in neorenaissancestijl                                                    | 1895-1896              |                                          | Enkstraat 43                            | 52° 30' 23" NB, 6° 5' 52" OL | 0193/ZLG00080 | Woonhuis in neorenaissancestijl                                                    |
| Woonhuis in neorenaissancestijl                                                    | 1895-1896              |                                          | Enkstraat 45                            | 52° 30' 23" NB, 6° 5' 52" OL | 0193/ZLG00079 | Woonhuis in neorenaissancestijl                                                    |
| Woonhuis in neorenaissancestijl                                                    | 1895-1896              |                                          | Enkstraat 47                            | 52° 30' 23" NB, 6° 5' 52" OL | 0193/ZLG00078 | Woonhuis in neorenaissancestijl                                                    |
| Gennegerzijl                                                                       |                        |                                          | Gennerdijk ong.                         | 52° 33' 39" NB, 6° 6' 48" OL | 0193/ZLG00089 | Upload foto                                                                        |
|                                                                                    |                        |                                          | Gooseveldweg 21                         | 52° 30' 42" NB, 6° 7' 57" OL | 0193/ZLG00314 | Upload foto                                                                        |
| Woonhuis in jugendstil                                                             | 1902-1903              | Meijerink, M.                            | Groeneweg 21                            | 52° 30' 16" NB, 6° 5' 50" OL | 0193/ZLG00095 | Woonhuis in jugendstil                                                             |
| Woonhuis in jugendstil                                                             | 1902-1903              | Meijerink, M.                            | Groeneweg 23                            | 52° 30' 16" NB, 6° 5' 51" OL | 0193/ZLG00094 | Woonhuis in jugendstil                                                             |
| Woonhuis in jugendstil                                                             | 1902-1903              | Meijerink, M.                            | Groeneweg 25                            | 52° 30' 16" NB, 6° 5' 51" OL | 0193/ZLG00093 | Woonhuis in jugendstil                                                             |
| Woonhuis in jugendstil                                                             | 1902-1903              | Meijerink, M.                            | Groeneweg 27                            | 52° 30' 16" NB, 6° 5' 51" OL | 0193/ZLG00092 | Woonhuis in jugendstil                                                             |
| Woonhuis (dubbel) in neorenaissancestijl                                           | 1899-1900              | Graaf, J. de                             | Groeneweg 29                            | 52° 30' 16" NB, 6° 5' 52" OL | 0193/ZLG00091 | Woonhuis (dubbel) in neorenaissancestijl                                           |
| Woonhuis (dubbel) in neorenaissancestijl                                           | 1899-1900              | Graaf, J. de                             | Groeneweg 31                            | 52° 30' 16" NB, 6° 5' 52" OL | 0193/ZLG00090 | Woonhuis (dubbel) in neorenaissancestijl                                           |
| Woonhuis De Hardenberg in eclecticische-stijl                                      | 1880                   | Koch, W. en F.C.                         | Groot Wezenland 30                      | 52° 30' 43" NB, 6° 6' 3" OL  | 0193/ZLG00107 | Woonhuis De Hardenberg in eclecticische-stijl                                      |
| Woonhuis De Hardenberg in eclecticische-stijl                                      | 1880                   | Koch, W. en F.C.                         | Groot Wezenland 31                      | 52° 30' 43" NB, 6° 6' 3" OL  | 0193/ZLG00106 | Woonhuis De Hardenberg in eclecticische-stijl                                      |
| Woonhuis De Hardenberg in eclecticische-stijl                                      | 1880                   | Koch, W. en F.C.                         | Groot Wezenland 32                      | 52° 30' 44" NB, 6° 6' 3" OL  | 0193/ZLG00105 | Woonhuis De Hardenberg in eclecticische-stijl                                      |
| Woonhuis De Hardenberg in eclecticische-stijl                                      | 1880                   | Koch, W. en F.C.                         | Groot Wezenland 33                      | 52° 30' 44" NB, 6° 6' 3" OL  | 0193/ZLG00104 | Woonhuis De Hardenberg in eclecticische-stijl                                      |
| Woonhuis De Hardenberg in eclecticische-stijl                                      | 1880                   | Koch, W. en F.C.                         | Groot Wezenland 34                      | 52° 30' 44" NB, 6° 6' 4" OL  | 0193/ZLG00103 | Woonhuis De Hardenberg in eclecticische-stijl                                      |
| Woonhuis De Hardenberg in eclecticische-stijl                                      | 1880                   | Koch, W. en F.C.                         | Groot Wezenland 35                      | 52° 30' 44" NB, 6° 6' 4" OL  | 0193/ZLG00102 | Woonhuis De Hardenberg in eclecticische-stijl                                      |
| Woonhuis De Hardenberg in eclecticische-stijl                                      | 1880                   | Koch, W. en F.C.                         | Groot Wezenland 36                      | 52° 30' 44" NB, 6° 6' 4" OL  | 0193/ZLG00101 | Woonhuis De Hardenberg in eclecticische-stijl                                      |
| Woonhuis De Hardenberg in eclecticische-stijl                                      | 1880                   | Koch, W. en F.C.                         | Groot Wezenland 37                      | 52° 30' 45" NB, 6° 6' 5" OL  | 0193/ZLG00100 | Woonhuis De Hardenberg in eclecticische-stijl                                      |
| Woonhuis De Hardenberg in eclecticische-stijl                                      | 1880                   | Koch, W. en F.C.                         | Groot Wezenland 38                      | 52° 30' 45" NB, 6° 6' 5" OL  | 0193/ZLG00099 | Woonhuis De Hardenberg in eclecticische-stijl                                      |
| Woonhuis De Hardenberg in eclecticische-stijl                                      | 1880                   | Koch, W. en F.C.                         | Groot Wezenland 39                      | 52° 30' 45" NB, 6° 6' 5" OL  | 0193/ZLG00098 | Woonhuis De Hardenberg in eclecticische-stijl                                      |
| Woonhuis De Hardenberg in eclecticische-stijl                                      | 1880                   | Koch, W. en F.C.                         | Groot Wezenland 40                      | 52° 30' 45" NB, 6° 6' 6" OL  | 0193/ZLG00097 | Woonhuis De Hardenberg in eclecticische-stijl                                      |
| Woonhuis De Hardenberg in eclecticische-stijl                                      | 1880                   | Koch, W. en F.C.                         | Groot Wezenland 41                      | 52° 30' 45" NB, 6° 6' 6" OL  | 0193/ZLG00096 | Woonhuis De Hardenberg in eclecticische-stijl                                      |
| Rioolgemaal                                                                        | 1915                   |                                          | Groot Wezenland ong.                    | 52° 30' 31" NB, 6° 5' 46" OL | 0193/ZLG00108 | Rioolgemaal                                                                        |
|                                                                                    |                        |                                          | Grote Kerkplein 9                       | 52° 30' 40" NB, 6° 5' 31" OL | 0193/ZLG00323 |                                                                                    |
| Zonnewijzer                                                                        |                        |                                          | Grote Markt 11-11A                      | 52° 30' 45" NB, 6° 5' 34" OL | 0193/ZLG00111 | Zonnewijzer                                                                        |
| Winkelpui in jugendstil                                                            | 1912                   | Post, G.G                                | Grote Markt 16                          | 52° 30' 43" NB, 6° 5' 30" OL | 0193/ZLG00110 | Meer afbeeldingen                                                                  |
| Winkelpui in jugendstil                                                            | 1912                   | Post, G.G                                | Grote Markt 17                          | 52° 30' 43" NB, 6° 5' 31" OL | 0193/ZLG00109 | Winkelpui in jugendstil                                                            |
| Krekenbuurt                                                                        |                        |                                          | Grotekreek 1-30                         | 52° 31' 55" NB, 6° 6' 10" OL | 0193/WN119    | Upload foto                                                                        |
| T Hof / Hof te Nemelen / Horstman Hoeve                                            |                        |                                          | Haersterveerweg 7                       | 52° 31' 59" NB, 6° 7' 20" OL | 0193/ZLG00322 | Upload foto                                                                        |
| Woonhuis in Invloed Nieuwe Bouwen-stijl                                            | 1934                   | Rodenburg, R.G.                          | Haersterveerweg 27                      | 52° 32' 22" NB, 6° 7' 37" OL | 0193/ZLG00112 | Upload foto                                                                        |
| Rademakerszijl (sluis)                                                             |                        |                                          | Hasselterdijk bij 40                    | 52° 31' 45" NB, 6° 4' 9" OL  | 0193/ZLG00114 | Upload foto                                                                        |
| Tolhuisje                                                                          | Circa 1840             |                                          | Hasselterdijk 43                        | 52° 31' 56" NB, 6° 4' 20" OL | 0193/ZLG00113 | Upload foto                                                                        |
| Lakfabriek in berlagiaanse stijl                                                   | 1914                   | Dijk, J. van en J.D.C. Koch              | Hertenstraat 27                         | 52° 30' 22" NB, 6° 5' 38" OL | 0193/ZLG00115 | Lakfabriek in berlagiaanse stijl                                                   |
| Landhuis Huize Zandhove in neoclassicisme-stijl                                    | 1825; 1856; 1872; 1880 |                                          | Hollewandsweg 17                        | 52° 28' 30" NB, 6° 7' 38" OL | 0193/ZLG00116 | Upload foto                                                                        |
| Woonhuis                                                                           | 1843                   |                                          | Hoogstraat 88                           | 52° 30' 48" NB, 6° 5' 0" OL  | 0193/ZLG00117 | Woonhuis                                                                           |
| Winkel-woonhuis in neorenaissance, jugendstil                                      | 1904                   | Meijerink, M.                            | Kamperstraat 31-33                      | 52° 30' 42" NB, 6° 5' 20" OL | 0193/ZLG00118 | Winkel-woonhuis in neorenaissance, jugendstil                                      |
| Huize Hofvliet                                                                     |                        |                                          | Katerdijk 1                             | 52° 30' 53" NB, 6° 5' 14" OL | 0193/ZLG00119 | Huize Hofvliet                                                                     |
|                                                                                    |                        |                                          | Kleine Veerweg 4                        | 52° 29' 30" NB, 6° 5' 1" OL  | 0193/ZLG00120 | Upload foto                                                                        |
| Woonhuis in jugendstil                                                             | 1904                   | Post, G.G                                | Koningin Wilhelminastraat 25-25A        | 52° 30' 29" NB, 6° 4' 45" OL | 0193/ZLG00126 | Upload foto                                                                        |
| Woonhuis in jugendstil                                                             | 1904                   | Post, G.G                                | Koningin Wilhelminastraat 27            | 52° 30' 29" NB, 6° 4' 45" OL | 0193/ZLG00125 | Woonhuis in jugendstil                                                             |
| Woonhuis in jugendstil                                                             | 1904                   | Post, G.G                                | Koningin Wilhelminastraat 29            | 52° 30' 30" NB, 6° 4' 45" OL | 0193/ZLG00124 | Woonhuis in jugendstil                                                             |
| Woonhuis in jugendstil                                                             | 1904                   | Post, G.G                                | Koningin Wilhelminastraat 31            | 52° 30' 30" NB, 6° 4' 45" OL | 0193/ZLG00123 | Woonhuis in jugendstil                                                             |
| Woonhuis in jugendstil                                                             | 1904                   | Post, G.G                                | Koningin Wilhelminastraat 33-33A        | 52° 30' 30" NB, 6° 4' 44" OL | 0193/ZLG00122 | Woonhuis in jugendstil                                                             |
| Woonhuis in jugendstil                                                             | 1904                   | Post, G.G                                | Koningin Wilhelminastraat 35            | 52° 30' 30" NB, 6° 4' 44" OL | 0193/ZLG00121 | Woonhuis in jugendstil                                                             |
| Gebouw in neorenaissancestijl                                                      | 1886-1887              | Koch, W.& F.C.                           | Korte Kamperstraat 9                    | 52° 30' 45" NB, 6° 5' 22" OL | 0193/ZLG00127 | Gebouw in neorenaissancestijl                                                      |
| Transformatorstation                                                               |                        |                                          | Krekenbuurt                             | 52° 31' 56" NB, 6° 6' 17" OL | 0193/WN137    | Upload foto                                                                        |
|                                                                                    |                        |                                          | Kromme Jak 16                           | 52° 30' 37" NB, 6° 5' 40" OL | 0193/ZLG00128 |                                                                                    |
| Winkel-woonhuis in jugendstil                                                      | 1904                   |                                          | Luttekestraat 4                         | 52° 30' 44" NB, 6° 5' 30" OL | 0193/ZLG00130 | Meer afbeeldingen                                                                  |
| Winkel-woonhuis in jugendstil                                                      | Circa 1905-1910        |                                          | Luttekestraat 54                        | 52° 30' 40" NB, 6° 5' 25" OL | 0193/ZLG00129 | Winkel-woonhuis in jugendstil                                                      |
| Winkel-woonhuis                                                                    | Circa 1875-1885        |                                          | Melkmarkt 12-12A                        | 52° 30' 45" NB, 6° 5' 33" OL | 0193/ZLG00131 | Winkel-woonhuis                                                                    |
| De Drie Stockvissen                                                                |                        |                                          | Melkmarkt 38-40                         | 52° 30' 48" NB, 6° 5' 27" OL | 0193/ZLG00327 | De Drie Stockvissen                                                                |
| Ambachtsschool Flevo in neorenaissancestijl                                        | 1896-1897              | Essen, J.L. van                          | Menno van Coehoornsingel 16             | 52° 30' 55" NB, 6° 5' 54" OL | 0193/ZLG00132 | Ambachtsschool Flevo in neorenaissancestijl                                        |
| Algemene begraafplaats in neorenaissance, neogotiek-stijl                          | 1823; 1900             |                                          | Meppelerstraatweg 1-3                   | 52° 31' 4" NB, 6° 6' 30" OL  | 0193/ZLG00135 | Meer afbeeldingen                                                                  |
| Algemene begraafplaats - Grafmonument W.J. Schuttevaer                             |                        |                                          | Meppelerstraatweg 1-3                   | 52° 31' 4" NB, 6° 6' 30" OL  | 0193/ZLG00320 | Algemene begraafplaats - Grafmonument W.J. Schuttevaer                             |
| Paardenstal in jugendstil                                                          | 1904-1905              | Hellendoorn, de Herder                   | Meppelerstraatweg 5                     | 52° 31' 7" NB, 6° 6' 33" OL  | 0193/ZLG00134 | Paardenstal in jugendstil                                                          |
| Woning in jugendstil                                                               | 1909                   | Hellendoorn, de Herder                   | Meppelerstraatweg 7                     | 52° 31' 7" NB, 6° 6' 34" OL  | 0193/ZLG00133 | Woning in jugendstil                                                               |
| Krekenbuurt                                                                        |                        |                                          | Molenkreek 1-27                         | 52° 31' 55" NB, 6° 6' 18" OL | 0193/WN147    | Upload foto                                                                        |
| Krekenbuurt                                                                        |                        |                                          | Mosselkreek 1-25                        | 52° 31' 52" NB, 6° 6' 14" OL | 0193/WN148    | Upload foto                                                                        |
| Postkantoor in neogotiek "postkantorenstijl"                                       | 1908-1910              | Peters, C.H. (Rijksbouwmeester)          | Nieuwe Markt 1-1A t/m 1H                | 52° 30' 41" NB, 6° 5' 42" OL | 0193/ZLG00137 | Postkantoor in neogotiek "postkantorenstijl"                                       |
| Woonhuis in neorenaissance, chaletstijl                                            | 1897                   | G.B. Broekema                            | Nieuwe Markt 8                          | 52° 30' 39" NB, 6° 5' 43" OL | 0193/ZLG00136 | Woonhuis in neorenaissance, chaletstijl                                            |
| Woonhuis                                                                           | 1515 (kern)            |                                          | Nieuwstraat 35                          | 52° 30' 48" NB, 6° 5' 32" OL | 0193/ZLG00312 | Meer afbeeldingen                                                                  |
| Boerderij                                                                          | Verbouwd 1856; 1885    |                                          | Oldeneelweg 1                           | 52° 28' 50" NB, 6° 5' 30" OL | 0193/ZLG00140 | Boerderij                                                                          |
| Boerderij                                                                          | Circa 1850; 1891       |                                          | Oldeneelweg 4                           | 52° 28' 49" NB, 6° 5' 28" OL | 0193/ZLG00138 | Boerderij                                                                          |
|                                                                                    |                        |                                          | Oldeneelweg 4A                          | 52° 28' 48" NB, 6° 5' 28" OL | 0193/ZLG00139 |                                                                                    |
| Spoolderberg                                                                       |                        |                                          | Oude Veerweg ong.                       | 52° 30' 7" NB, 6° 3' 54" OL  | 0193/ZLG00209 | Spoolderberg                                                                       |
| Gebouw in Neogotiek stijl                                                          | Circa 1890             |                                          | Oude Vismarkt 7-7A t/m 7E               | 52° 30' 43" NB, 6° 5' 37" OL | 0193/ZLG00143 | Gebouw in Neogotiek stijl                                                          |
| Winkelruimten-magazijnen-werkplaatsen in jugendstil                                | 1907                   | Meijerink, M.                            | Oude Vismarkt 9                         | 52° 30' 43" NB, 6° 5' 37" OL | 0193/ZLG00142 | Winkelruimten-magazijnen-werkplaatsen in jugendstil                                |
| Winkel-woonhuis in neorenaissancestijl                                             | 1890                   |                                          | Oude Vismarkt 13                        | 52° 30' 43" NB, 6° 5' 38" OL | 0193/ZLG00141 | Winkel-woonhuis in neorenaissancestijl                                             |
|                                                                                    |                        |                                          | Papendwarsstraat 10                     | 52° 30' 40" NB, 6° 5' 30" OL | 0193/ZLG00325 |                                                                                    |
|                                                                                    |                        |                                          | Papenstraat 2                           | 52° 30' 40" NB, 6° 5' 30" OL | 0193/ZLG00324 |                                                                                    |
| blok woonhuizen uit interbellum                                                    | 1934                   | J.H. de Herder                           | Parkweg 1                               | 52° 30' 32" NB, 6° 5' 11" OL | 0193/ZLG00642 | blok woonhuizen uit interbellum                                                    |
| blok woonhuizen uit interbellum                                                    | 1934                   | J.H. de Herder                           | Parkweg 2                               | 52° 30' 32" NB, 6° 5' 11" OL | 0193/ZLG00643 | blok woonhuizen uit interbellum                                                    |
| blok woonhuizen uit interbellum                                                    | 1934                   | J.H. de Herder                           | Parkweg 3                               | 52° 30' 31" NB, 6° 5' 12" OL | 0193/ZLG00644 | blok woonhuizen uit interbellum                                                    |
| blok woonhuizen uit interbellum                                                    | 1933                   | J.H. de Herder                           | Parkweg 4                               | 52° 30' 31" NB, 6° 5' 12" OL | 0193/ZLG00645 | blok woonhuizen uit interbellum                                                    |
| blok woonhuizen uit interbellum                                                    | 1933                   | J.H. de Herder                           | Parkweg 5                               | 52° 30' 31" NB, 6° 5' 13" OL | 0193/ZLG00646 | blok woonhuizen uit interbellum                                                    |
| woonhuis uit interbellum                                                           | 1932                   | J.H. de Herder                           | Parkweg 6                               | 52° 30' 31" NB, 6° 5' 13" OL | 0193/ZLG00647 | woonhuis uit interbellum                                                           |
| blok woonhuizen uit interbellum                                                    | 1927                   | D. en J.H. de Herder                     | Parkweg 7                               | 52° 30' 31" NB, 6° 5' 14" OL | 0193/ZLG00648 | blok woonhuizen uit interbellum                                                    |
| blok woonhuizen uit interbellum                                                    | 1927                   | D. en J.H. de Herder                     | Parkweg 8                               | 52° 30' 31" NB, 6° 5' 14" OL | 0193/ZLG00649 | blok woonhuizen uit interbellum                                                    |
| Boerderij                                                                          | Circa 1900             |                                          | Pastorieweg 2                           | 52° 26' 54" NB, 6° 7' 52" OL | 0193/ZLG00310 | Meer afbeeldingen                                                                  |
| Pastorie                                                                           |                        |                                          | Pastorieweg 4                           | 52° 26' 54" NB, 6° 7' 52" OL | 0193/ZLG00311 | Meer afbeeldingen                                                                  |
| Woonhuis in jugendstil                                                             | 1903                   | Post, G.G                                | Philosofenallee 31                      | 52° 30' 48" NB, 6° 6' 25" OL | 0193/ZLG00150 | Woonhuis in jugendstil                                                             |
| Woonhuis in jugendstil                                                             | 1903                   | Post, G.G                                | Philosofenallee 32                      | 52° 30' 48" NB, 6° 6' 25" OL | 0193/ZLG00149 | Woonhuis in jugendstil                                                             |
| Woonhuis in jugendsti                                                              | 1903                   | Post, G.G                                | Philosofenallee 33                      | 52° 30' 47" NB, 6° 6' 24" OL | 0193/ZLG00148 | Woonhuis in jugendsti                                                              |
| Woonhuis in jugendstil                                                             | 1903                   | Post, G.G                                | Philosofenallee 34-34A                  | 52° 30' 47" NB, 6° 6' 24" OL | 0193/ZLG00147 | Woonhuis in jugendstil                                                             |
|                                                                                    |                        |                                          | Philosofenallee 35-35A                  | 52° 30' 47" NB, 6° 6' 24" OL | 0193/ZLG00146 |                                                                                    |
| Woonhuis in jugendstil                                                             | 1903                   | Post, G.G                                | Philosofenallee 35                      | 52° 30' 47" NB, 6° 6' 24" OL | 0193/ZLG00145 | Woonhuis in jugendstil                                                             |
| Woonhuis in jugendstill                                                            | 1903                   | Post, G.G                                | Philosofenallee 36                      | 52° 30' 47" NB, 6° 6' 24" OL | 0193/ZLG00144 | Woonhuis in jugendstill                                                            |
| Woonhuis in classicisme, neorenaissancestijl                                       | 1875; 1892             |                                          | Potgietersingel 1 A                     | 52° 30' 37" NB, 6° 5' 28" OL | 0193/ZLG00156 | Woonhuis in classicisme, neorenaissancestijl                                       |
| Woonhuis in neoclassicisme-stijl                                                   | 1851                   |                                          | Potgietersingel 2                       | 52° 30' 35" NB, 6° 5' 29" OL | 0193/ZLG00155 | Woonhuis in neoclassicisme-stijl                                                   |
| Woonhuis in eclecticische-stijl                                                    | Circa 1865             |                                          | Potgietersingel 3-4                     | 52° 30' 35" NB, 6° 5' 27" OL | 0193/ZLG00154 | Woonhuis in eclecticische-stijl                                                    |
| Woonhuis in eclecticische-stijl                                                    | 1883-1884              |                                          | Potgietersingel 5                       | 52° 30' 33" NB, 6° 5' 30" OL | 0193/ZLG00153 | Woonhuis in eclecticische-stijl                                                    |
| Woonhuis in eclecticische-stijl                                                    | 1883-1884              |                                          | Potgietersingel 6                       | 52° 30' 34" NB, 6° 5' 30" OL | 0193/ZLG00152 | Woonhuis in eclecticische-stijl                                                    |
| Woonhuis in eclecticische-stijl                                                    | 1883-1884              |                                          | Potgietersingel 7                       | 52° 30' 34" NB, 6° 5' 31" OL | 0193/ZLG00151 | Woonhuis in eclecticische-stijl                                                    |
| Van Roijen-bank                                                                    | 1923                   | Krook, L.                                | Potgietersingel ong.                    | 52° 30' 37" NB, 6° 5' 25" OL | 0193/ZLG00157 | Van Roijen-bank                                                                    |
| Woonhuis in neorenaissance, jugendstil                                             | 1902                   | Meijerink, M.                            | Prins Hendrikstraat 2                   | 52° 30' 27" NB, 6° 4' 45" OL | 0193/ZLG00176 | Woonhuis in neorenaissance, jugendstil                                             |
| Woonhuis in neorenaissance, jugendstil                                             | 1902                   | Meijerink, M.                            | Prins Hendrikstraat 4                   | 52° 30' 27" NB, 6° 4' 45" OL | 0193/ZLG00175 | Woonhuis in neorenaissance, jugendstil                                             |
| Woonhuis in neorenaissance, jugendstil                                             | 1902                   | Meijerink, M.                            | Prins Hendrikstraat 6                   | 52° 30' 27" NB, 6° 4' 45" OL | 0193/ZLG00174 | Woonhuis in neorenaissance, jugendstil                                             |
| Woonhuis in jugendstil                                                             | 1903-1904              | Post, G.G                                | Prins Hendrikstraat 7-7A t/m 7E         | 52° 30' 27" NB, 6° 4' 44" OL | 0193/ZLG00173 | Woonhuis in jugendstil                                                             |
| Woonhuis in neorenaissance, jugendstil                                             | 1902                   | Meijerink, M.                            | Prins Hendrikstraat 8                   | 52° 30' 27" NB, 6° 4' 45" OL | 0193/ZLG00172 | Woonhuis in neorenaissance, jugendstil                                             |
| Woonhuis in jugendstil                                                             | 1903-1904              | Post, G.G                                | Prins Hendrikstraat 9                   | 52° 30' 28" NB, 6° 4' 43" OL | 0193/ZLG00171 | Woonhuis in jugendstil                                                             |
| Woonhuis in neorenaissance, jugendstil                                             | 1902                   | Meijerink, M.                            | Prins Hendrikstraat 10                  | 52° 30' 27" NB, 6° 4' 45" OL | 0193/ZLG00170 | Woonhuis in neorenaissance, jugendstil                                             |
| Woonhuis in jugendstil                                                             | 1903-1904              | Post, G.G                                | Prins Hendrikstraat 11                  | 52° 30' 28" NB, 6° 4' 43" OL | 0193/ZLG00169 | Woonhuis in jugendstil                                                             |
| Woonhuis in neorenaissance, jugendstil                                             | 1902                   | Meijerink, M.                            | Prins Hendrikstraat 12                  | 52° 30' 28" NB, 6° 4' 44" OL | 0193/ZLG00168 | Woonhuis in neorenaissance, jugendstil                                             |
| Woonhuis in jugendstil                                                             | 1903-1904              | Post, G.G                                | Prins Hendrikstraat 13                  | 52° 30' 28" NB, 6° 4' 43" OL | 0193/ZLG00167 | Woonhuis in jugendstil                                                             |
| Woonhuis in neorenaissance, jugendstil                                             | 1902                   | Meijerink, M.                            | Prins Hendrikstraat 14                  | 52° 30' 28" NB, 6° 4' 44" OL | 0193/ZLG00166 | Woonhuis in neorenaissance, jugendstil                                             |
| Woonhuis in jugendstil                                                             | 1903-1904              | Post, G.G                                | Prins Hendrikstraat 15                  | 52° 30' 28" NB, 6° 4' 42" OL | 0193/ZLG00165 | Woonhuis in jugendstil                                                             |
| Woonhuis in neorenaissance, jugendstil                                             | 1902                   | Meijerink, M.                            | Prins Hendrikstraat 16                  | 52° 30' 28" NB, 6° 4' 44" OL | 0193/ZLG00164 | Woonhuis in neorenaissance, jugendstil                                             |
| Woonhuis in jugendstil                                                             | 1903-1904              | Post, G.G                                | Prins Hendrikstraat 17-17A              | 52° 30' 29" NB, 6° 4' 42" OL | 0193/ZLG00163 | Woonhuis in jugendstil                                                             |
| Woonhuis in neorenaissance, jugendstil                                             | 1903                   | Meijerink, M.                            | Prins Hendrikstraat 18-18A              | 52° 30' 28" NB, 6° 4' 44" OL | 0193/ZLG00162 | Woonhuis in neorenaissance, jugendstil                                             |
| Woonhuis in neorenaissance, jugendstil                                             | 1903                   | Meijerink, M.                            | Prins Hendrikstraat 20-20A              | 52° 30' 28" NB, 6° 4' 44" OL | 0193/ZLG00161 | Woonhuis in neorenaissance, jugendstil                                             |
| Woonhuis in neorenaissance, jugendstil                                             | 1903                   | Meijerink, M.                            | Prins Hendrikstraat 22-22A              | 52° 30' 29" NB, 6° 4' 43" OL | 0193/ZLG00160 | Woonhuis in neorenaissance, jugendstil                                             |
| Woonhuis in neorenaissance, jugendstil                                             | 1903                   | Meijerink, M.                            | Prins Hendrikstraat 24-24A              | 52° 30' 29" NB, 6° 4' 43" OL | 0193/ZLG00159 | Woonhuis in neorenaissance, jugendstil                                             |
| Woonhuis in neorenaissance, jugendstil                                             | 1903                   | Meijerink, M.                            | Prins Hendrikstraat 26-26A              | 52° 30' 29" NB, 6° 4' 43" OL | 0193/ZLG00158 | Woonhuis in neorenaissance, jugendstil                                             |
| Woonhuis                                                                           |                        |                                          | Prinses Julianastraat 60-60A            | 52° 30' 29" NB, 6° 4' 43" OL | 0193/ZLG00177 | Woonhuis                                                                           |
| Woon--winkelpanden                                                                 | 1922                   | Neefs, P.                                | Rembrandtlaan 7                         | 52° 31' 1" NB, 6° 5' 35" OL  | 0193/ZLG00179 | Woon--winkelpanden                                                                 |
| Woon--winkelpanden                                                                 | 1922                   | Neefs, P.                                | Rembrandtlaan 9                         | 52° 31' 1" NB, 6° 5' 35" OL  | 0193/ZLG00178 | Woon--winkelpanden                                                                 |
| Woonhuis in eclecticisme, neorenaissancestijl                                      | 1878-1892              |                                          | Rhijnvis Feithlaan 1                    | 52° 30' 54" NB, 6° 6' 15" OL | 0193/ZLG00201 | Woonhuis in eclecticisme, neorenaissancestijl                                      |
| Woonhuis in eclecticisme, neorenaissancestijl                                      | 1878-1892              |                                          | Rhijnvis Feithlaan 2                    | 52° 30' 54" NB, 6° 6' 15" OL | 0193/ZLG00200 | Woonhuis in eclecticisme, neorenaissancestijl                                      |
| Woonhuis in eclecticisme, neorenaissancestijl                                      | 1878-1892              |                                          | Rhijnvis Feithlaan 3                    | 52° 30' 54" NB, 6° 6' 15" OL | 0193/ZLG00199 | Woonhuis in eclecticisme, neorenaissancestijl                                      |
| Woonhuis in eclecticisme, neorenaissancestijl                                      | 1878-1892              |                                          | Rhijnvis Feithlaan 4                    | 52° 30' 54" NB, 6° 6' 16" OL | 0193/ZLG00198 | Woonhuis in eclecticisme, neorenaissancestijl                                      |
| Woonhuis in eclecticisme, neorenaissancestijl                                      | 1878-1892              |                                          | Rhijnvis Feithlaan 5                    | 52° 30' 54" NB, 6° 6' 16" OL | 0193/ZLG00197 | Woonhuis in eclecticisme, neorenaissancestijl                                      |
| Woonhuis in eclecticisme, neorenaissancestijl                                      | 1878-1892              |                                          | Rhijnvis Feithlaan 6                    | 52° 30' 53" NB, 6° 6' 16" OL | 0193/ZLG00196 | Woonhuis in eclecticisme, neorenaissancestijl                                      |
| Woonhuis in eclecticisme, neorenaissancestijl                                      | 1878-1892              |                                          | Rhijnvis Feithlaan 7                    | 52° 30' 53" NB, 6° 6' 17" OL | 0193/ZLG00195 | Woonhuis in eclecticisme, neorenaissancestijl                                      |
| Woonhuis in eclecticisme, neorenaissancestijl                                      | 1878-1892              |                                          | Rhijnvis Feithlaan 8                    | 52° 30' 53" NB, 6° 6' 17" OL | 0193/ZLG00194 | Woonhuis in eclecticisme, neorenaissancestijl                                      |
| Woonhuis in eclecticisme, neorenaissancestijl                                      | 1878-1892              |                                          | Rhijnvis Feithlaan 9                    | 52° 30' 53" NB, 6° 6' 17" OL | 0193/ZLG00193 | Woonhuis in eclecticisme, neorenaissancestijl                                      |
| Woonhuis in eclecticisme, neorenaissancestijl                                      | 1878-1892              |                                          | Rhijnvis Feithlaan 10                   | 52° 30' 53" NB, 6° 6' 18" OL | 0193/ZLG00192 | Woonhuis in eclecticisme, neorenaissancestijl                                      |
| Woonhuis in eclecticisme, neorenaissancestijl                                      | 1878-1892              |                                          | Rhijnvis Feithlaan 11                   | 52° 30' 53" NB, 6° 6' 18" OL | 0193/ZLG00191 | Woonhuis in eclecticisme, neorenaissancestijl                                      |
| Woonhuis in eclecticisme, neorenaissancestijl                                      | 1878-1892              |                                          | Rhijnvis Feithlaan 12                   | 52° 30' 53" NB, 6° 6' 18" OL | 0193/ZLG00190 | Woonhuis in eclecticisme, neorenaissancestijl                                      |
| Woonhuis in eclecticisme, neorenaissancestijl                                      | 1878-1892              |                                          | Rhijnvis Feithlaan 13                   | 52° 30' 53" NB, 6° 6' 19" OL | 0193/ZLG00189 | Woonhuis in eclecticisme, neorenaissancestijl                                      |
| Woonhuis in eclecticisme, neorenaissancestijl                                      | 1878-1892              |                                          | Rhijnvis Feithlaan 14                   | 52° 30' 53" NB, 6° 6' 19" OL | 0193/ZLG00188 | Woonhuis in eclecticisme, neorenaissancestijl                                      |
| Woonhuis in eclecticisme, neorenaissancestijl                                      | 1878-1892              |                                          | Rhijnvis Feithlaan 15                   | 52° 30' 53" NB, 6° 6' 19" OL | 0193/ZLG00187 | Woonhuis in eclecticisme, neorenaissancestijl                                      |
| Woonhuis in eclecticisme, neorenaissancestijl                                      | 1878-1892              |                                          | Rhijnvis Feithlaan 16                   | 52° 30' 53" NB, 6° 6' 20" OL | 0193/ZLG00186 | Woonhuis in eclecticisme, neorenaissancestijl                                      |
| Woonhuis in eclecticisme, neorenaissancestijl                                      | 1878-1892              |                                          | Rhijnvis Feithlaan 17                   | 52° 30' 53" NB, 6° 6' 20" OL | 0193/ZLG00185 | Woonhuis in eclecticisme, neorenaissancestijl                                      |
| Woonhuis in eclecticisme, neorenaissancestijl                                      | 1878-1892              |                                          | Rhijnvis Feithlaan 18                   | 52° 30' 53" NB, 6° 6' 21" OL | 0193/ZLG00184 | Woonhuis in eclecticisme, neorenaissancestijl                                      |
| Woonhuis in eclecticisme, neorenaissancestijl                                      | 1878-1892              |                                          | Rhijnvis Feithlaan 19                   | 52° 30' 53" NB, 6° 6' 21" OL | 0193/ZLG00183 | Woonhuis in eclecticisme, neorenaissancestijl                                      |
| Woonhuis in eclecticisme, neorenaissancestijl                                      | 1878-1892              |                                          | Rhijnvis Feithlaan 20                   | 52° 30' 53" NB, 6° 6' 21" OL | 0193/ZLG00182 | Woonhuis in eclecticisme, neorenaissancestijl                                      |
| Woonhuis in eclecticisme, neorenaissancestijl                                      | 1878-1892              |                                          | Rhijnvis Feithlaan 21                   | 52° 30' 53" NB, 6° 6' 21" OL | 0193/ZLG00181 | Woonhuis in eclecticisme, neorenaissancestijl                                      |
| Sophia ziekenhuis in neorenaissancestijl                                           | 1882-1884              | Essen, J.L. van                          | Rhijnvis Feithlaan 94-96                | 52° 30' 52" NB, 6° 6' 24" OL | 0193/ZLG00180 | Meer afbeeldingen                                                                  |
| Krekenbuurt                                                                        |                        |                                          | Rietkreek 1-7                           | 52° 31' 60" NB, 6° 6' 16" OL | 0193/WN221    | Upload foto                                                                        |
| Theekoepel                                                                         | Circa 1860             |                                          | Ruiterlaan 1                            | 52° 30' 6" NB, 6° 4' 11" OL  | 0193/ZLG00204 | Upload foto                                                                        |
| Woonhuis Frisia State in eclecticische-stijl                                       | 1873-1874              | Eberson, L.H.                            | Ruiterlaan 7                            | 52° 29' 59" NB, 6° 4' 7" OL  | 0193/ZLG00203 | Upload foto                                                                        |
| Drinkwaterpompstation                                                              |                        |                                          | Ruiterlaan 43                           | 52° 29' 56" NB, 6° 4' 13" OL | 0193/ZLG00202 | Upload foto                                                                        |
| Woonhuis in eclecticische-stijl                                                    | Circa 1875 (verbouwd)  |                                          | Sassenstraat 1                          | 52° 30' 42" NB, 6° 5' 34" OL | 0193/ZLG00208 | Woonhuis in eclecticische-stijl                                                    |
| Woonhuis-winkel in jugendstil (winkelpui)                                          | 1910                   | Post, G.G                                | Sassenstraat 16                         | 52° 30' 41" NB, 6° 5' 37" OL | 0193/ZLG00207 | Woonhuis-winkel in jugendstil (winkelpui)                                          |
|                                                                                    |                        |                                          | Sassenstraat 25                         | 52° 30' 41" NB, 6° 5' 38" OL | 0193/ZLG00206 |                                                                                    |
| Gevelteken met pauw                                                                |                        |                                          | Sassenstraat 51                         | 52° 30' 36" NB, 6° 5' 44" OL | 0193/ZLG00205 | Gevelteken met pauw                                                                |
| Krekenbuurt                                                                        |                        |                                          | Schelpkreek 1-29                        | 52° 31' 58" NB, 6° 6' 10" OL | 0193/WN229    | Upload foto                                                                        |
| Spoolderbergwegbrug over Willemsvaart                                              |                        |                                          | Spoolderbergweg ong.                    |                              | 0193/ZLG00210 | Spoolderbergwegbrug over Willemsvaart                                              |
| Woonhuis in neorenaissancestijl                                                    | 1901-1903              | Meijerink, M.                            | Stationsweg 1                           | 52° 30' 37" NB, 6° 5' 32" OL | 0193/ZLG00215 | Woonhuis in neorenaissancestijl                                                    |
| Woonhuis in neorenaissancestijl                                                    | 1901-1903              | Meijerink, M.                            | Stationsweg 3                           | 52° 30' 28" NB, 6° 5' 29" OL | 0193/ZLG00214 | Woonhuis in neorenaissancestijl                                                    |
| Woonhuis in eclecticische-stijl                                                    | 1868-1869              |                                          | Stationsweg 5                           | 52° 30' 27" NB, 6° 5' 29" OL | 0193/ZLG00213 | Woonhuis in eclecticische-stijl                                                    |
| Woonhuis in eclecticische-stijl                                                    | 1869-1870              |                                          | Stationsweg 9                           | 52° 30' 24" NB, 6° 5' 28" OL | 0193/ZLG00212 | Woonhuis in eclecticische-stijl                                                    |
| Woonhuis in eclecticische-stijl                                                    | 1874-1877              |                                          | Stationsweg 11                          | 52° 30' 23" NB, 6° 5' 28" OL | 0193/ZLG00211 | Woonhuis in eclecticische-stijl                                                    |
| Woonhuis in eclecticische-stijl                                                    | 1881-1882              |                                          | Ter Pelkwijkpark 14                     | 52° 30' 41" NB, 6° 5' 55" OL | 0193/ZLG00222 | Woonhuis in eclecticische-stijl                                                    |
| Woonhuis in eclecticische-stijl                                                    | 1881-1882              |                                          | Ter Pelkwijkpark 15                     | 52° 30' 41" NB, 6° 5' 55" OL | 0193/ZLG00221 | Woonhuis in eclecticische-stijl                                                    |
| Woonhuis in eclecticische-stijl                                                    | 1881-1882              |                                          | Ter Pelkwijkpark 16-16A                 | 52° 30' 41" NB, 6° 5' 54" OL | 0193/ZLG00220 | Woonhuis in eclecticische-stijl                                                    |
| Woonhuis in eclecticische-stijl                                                    | 1881-1882              |                                          | Ter Pelkwijkpark 17                     | 52° 30' 41" NB, 6° 5' 54" OL | 0193/ZLG00219 | Woonhuis in eclecticische-stijl                                                    |
| Woonhuis (dubbel) in eclecticische-stijl                                           | 1881-1882              |                                          | Ter Pelkwijkpark 19                     | 52° 30' 42" NB, 6° 5' 52" OL | 0193/ZLG00218 | Woonhuis (dubbel) in eclecticische-stijl                                           |
| Woonhuis (dubbel) in eclecticische-stijl                                           | 1881-1882              |                                          | Ter Pelkwijkpark 20                     | 52° 30' 42" NB, 6° 5' 52" OL | 0193/ZLG00217 | Woonhuis (dubbel) in eclecticische-stijl                                           |
| Woonhuis in eclecticische-stijl                                                    | 1880-1882              | Disselhoff, T.                           | Ter Pelkwijkpark 21                     | 52° 30' 43" NB, 6° 5' 53" OL | 0193/ZLG00216 | Woonhuis in eclecticische-stijl                                                    |
| Monument 1940 - 1945                                                               | 1950                   | Titus Leeser en ir. Jan Horatius Albarda | Ter Pelkwijkpark                        | 52° 30' 39" NB, 6° 5' 54" OL | 0193/ZLG00223 | Meer afbeeldingen                                                                  |
| Woonhuis ineclecticische-stijl                                                     | 1881-1882              | Disselhoff, T.                           | Ter Pelkwijkstraat 4                    | 52° 30' 43" NB, 6° 5' 51" OL | 0193/ZLG00231 | Woonhuis ineclecticische-stijl                                                     |
| Woonhuis in eclecticische-stijl                                                    | 1881-1882              | Disselhoff, T.                           | Ter Pelkwijkstraat 6                    | 52° 30' 43" NB, 6° 5' 51" OL | 0193/ZLG00230 | Woonhuis in eclecticische-stijl                                                    |
| Woonhuis in eclecticische-stijl                                                    | 1879-1880              |                                          | Ter Pelkwijkstraat 7                    | 52° 30' 44" NB, 6° 5' 52" OL | 0193/ZLG00229 | Woonhuis in eclecticische-stijl                                                    |
| Woonhuis in eclecticische-stijl                                                    | 1881-1882              | Disselhoff, T.                           | Ter Pelkwijkstraat 8                    | 52° 30' 43" NB, 6° 5' 52" OL | 0193/ZLG00228 | Woonhuis in eclecticische-stijl                                                    |
|                                                                                    |                        |                                          | Ter Pelkwijkstraat 9                    | 52° 30' 44" NB, 6° 5' 52" OL | 0193/ZLG00227 |                                                                                    |
| Woonhuis in eclecticische-stijl                                                    | 1880-1882              | Disselhoff, T.                           | Ter Pelkwijkstraat 10                   | 52° 30' 43" NB, 6° 5' 52" OL | 0193/ZLG00226 | Woonhuis in eclecticische-stijl                                                    |
| Woonhuis in eclecticische-stijl                                                    | 1879-1880              |                                          | Ter Pelkwijkstraat 11                   | 52° 30' 44" NB, 6° 5' 52" OL | 0193/ZLG00225 | Woonhuis in eclecticische-stijl                                                    |
| Woonhuis in eclecticische-stijl                                                    | 1879-1880              |                                          | Ter Pelkwijkstraat 13                   | 52° 30' 44" NB, 6° 5' 52" OL | 0193/ZLG00224 | Woonhuis in eclecticische-stijl                                                    |
| Villa De Uitwijk in eclecticische-stijl                                            | 1884-1885              |                                          | Terborchstraat 1                        | 52° 30' 24" NB, 6° 5' 34" OL | 0193/ZLG00234 | Villa De Uitwijk in eclecticische-stijl                                            |
| Herenhuis (dubbel) in neorenaissance (laat) stijl                                  | 1887-1888              |                                          | Terborchstraat 10                       | 52° 30' 24" NB, 6° 5' 32" OL | 0193/ZLG00233 | Herenhuis (dubbel) in neorenaissance (laat) stijl                                  |
| Herenhuis (dubbel) in neorenaissance (laat) stijl                                  | 1887-1888              |                                          | Terborchstraat 12-12A                   | 52° 30' 24" NB, 6° 5' 32" OL | 0193/ZLG00232 | Herenhuis (dubbel) in neorenaissance (laat) stijl                                  |
|                                                                                    |                        |                                          | Thorbeckegracht 14                      | 52° 30' 53" NB, 6° 5' 54" OL | 0193/ZLG00236 |                                                                                    |
| Pakhuis in neorenaissancestijl                                                     | Circa 1890             | Bert Bulthuis, restauratie               | Heiligeweg 7A/Thorbeckegracht 39        | 52° 30' 53" NB, 6° 5' 46" OL | 0193/ZLG00316 | Pakhuis in neorenaissancestijl                                                     |
| Woning met tuinhuis in (invloed) art-nouveaustijl                                  | Circa 1900             |                                          | Thorbeckegracht 58                      | 52° 30' 53" NB, 6° 5' 40" OL | 0193/ZLG00235 | Woning met tuinhuis in (invloed) art-nouveaustijl                                  |
|                                                                                    |                        |                                          | Tuinstraat 1                            | 52° 30' 26" NB, 6° 5' 38" OL | 0193/ZLG00239 |                                                                                    |
| Woonhuis (dubbel) in jugendstil                                                    | 1903                   | Treep, H.G.                              | Tuinstraat 68                           | 52° 30' 21" NB, 6° 5' 43" OL | 0193/ZLG00237 | Woonhuis (dubbel) in jugendstil                                                    |
| Woonhuis (dubbel) in jugendstil                                                    | 1903                   | Treep, H.G.                              | Tuinstraat 68 A                         | 52° 30' 21" NB, 6° 5' 43" OL | 0193/ZLG00238 | Woonhuis (dubbel) in jugendstil                                                    |
| Menistensluis en Menistenbrug                                                      | 1922-1923              | Krook, L.                                | Turfmarkt ong.                          | 52° 30' 44" NB, 6° 6' 16" OL | 0193/ZLG00240 | Menistensluis en Menistenbrug                                                      |
| Emmer- of Herfterzijl                                                              |                        |                                          | Tussen de Verlaten ong.                 | 52° 31' 11" NB, 6° 8' 26" OL | 0193/ZLG00241 | Upload foto                                                                        |
| Woonhuis in neorenaissancestijl                                                    | 1893                   |                                          | Van Ittersumstraat 109                  | 52° 30' 17" NB, 6° 5' 55" OL | 0193/ZLG00252 | Woonhuis in neorenaissancestijl                                                    |
| Woonhuis in neorenaissancestijl                                                    | 1893                   |                                          | Van Ittersumstraat 111                  | 52° 30' 17" NB, 6° 5' 55" OL | 0193/ZLG00251 | Woonhuis in neorenaissancestijl                                                    |
| Woonhuis in neorenaissancestijl                                                    | 1893                   |                                          | Van Ittersumstraat 113                  | 52° 30' 17" NB, 6° 5' 55" OL | 0193/ZLG00250 | Woonhuis in neorenaissancestijl                                                    |
| Woonhuis in neorenaissancestijl                                                    | 1893                   |                                          | Van Ittersumstraat 115                  | 52° 30' 17" NB, 6° 5' 54" OL | 0193/ZLG00249 | Woonhuis in neorenaissancestijl                                                    |
| Woonhuis in neorenaissancestijl                                                    | 1893                   |                                          | Van Ittersumstraat 117                  | 52° 30' 17" NB, 6° 5' 54" OL | 0193/ZLG00248 | Woonhuis in neorenaissancestijl                                                    |
| Woonhuis in neorenaissancestijl                                                    | 1893                   |                                          | Van Ittersumstraat 119                  | 52° 30' 16" NB, 6° 5' 54" OL | 0193/ZLG00247 | Woonhuis in neorenaissancestijl                                                    |
| Woonhuis in neorenaissancestijl                                                    | 1893                   |                                          | Van Ittersumstraat 121                  | 52° 30' 16" NB, 6° 5' 54" OL | 0193/ZLG00246 | Woonhuis in neorenaissancestijl                                                    |
| Woonhuis in neorenaissancestijl                                                    | 1893                   |                                          | Van Ittersumstraat 123                  | 52° 30' 16" NB, 6° 5' 54" OL | 0193/ZLG00245 | Woonhuis in neorenaissancestijl                                                    |
| Woonhuis in neorenaissancestijl                                                    | 1893                   |                                          | Van Ittersumstraat 125                  | 52° 30' 16" NB, 6° 5' 54" OL | 0193/ZLG00244 | Woonhuis in neorenaissancestijl                                                    |
| Woonhuis in neorenaissancestijl                                                    | 1893                   |                                          | Van Ittersumstraat 127                  | 52° 30' 16" NB, 6° 5' 54" OL | 0193/ZLG00243 | Woonhuis in neorenaissancestijl                                                    |
| Woonhuis in neorenaissancestijl                                                    | 1893                   |                                          | Van Ittersumstraat 129                  | 52° 30' 16" NB, 6° 5' 54" OL | 0193/ZLG00242 | Woonhuis in neorenaissancestijl                                                    |
| Woonhuis in eclecticismestijl                                                      | Circa 1865             |                                          | Van Karnebeekstraat 6                   | 52° 30' 31" NB, 6° 5' 43" OL | 0193/ZLG00260 | Woonhuis in eclecticismestijl                                                      |
| Woonhuis                                                                           | 1883                   | S.J.H. Trooster                          | Van Karnebeekstraat 12                  | 52° 30' 30" NB, 6° 5' 43" OL | 0193/ZLG00259 | Woonhuis                                                                           |
| Woonhuis in neoclassicismestijl                                                    | Circa 1845             |                                          | Van Karnebeekstraat 14-14A              | 52° 30' 30" NB, 6° 5' 44" OL | 0193/ZLG00258 | Woonhuis in neoclassicismestijl                                                    |
| Woonhuis in Waterstaatsstijl                                                       | 1873                   | Ernst, B.J.                              | Van Karnebeekstraat 106                 | 52° 30' 17" NB, 6° 5' 43" OL | 0193/ZLG00257 | Woonhuis in Waterstaatsstijl                                                       |
| Woonhuis in Waterstaatsstijl                                                       | 1873                   | Ernst, B.J.                              | Van Karnebeekstraat 108                 | 52° 30' 17" NB, 6° 5' 43" OL | 0193/ZLG00256 | Woonhuis in Waterstaatsstijl                                                       |
| Woonhuis in Waterstaatsstijl                                                       | 1873                   | Ernst, B.J.                              | Van Karnebeekstraat 110                 | 52° 30' 17" NB, 6° 5' 43" OL | 0193/ZLG00255 | Woonhuis in Waterstaatsstijl                                                       |
| Woonhuis in Waterstaatsstijl                                                       | 1873                   | Ernst, B.J.                              | Van Karnebeekstraat 112                 | 52° 30' 16" NB, 6° 5' 42" OL | 0193/ZLG00254 | Woonhuis in Waterstaatsstijl                                                       |
| Woonhuis in Waterstaatsstijl                                                       | 1873                   | Ernst, B.J.                              | Van Karnebeekstraat 114                 | 52° 30' 16" NB, 6° 5' 42" OL | 0193/ZLG00253 | Woonhuis in Waterstaatsstijl                                                       |
|                                                                                    |                        |                                          | Van Nagellstraat 2-2A t/m 2C            | 52° 30' 29" NB, 6° 5' 30" OL | 0193/ZLG00269 |                                                                                    |
| Woonhuis in jugendstil                                                             | 1902-1903              |                                          | Van Nagellstraat 4                      | 52° 30' 28" NB, 6° 5' 31" OL | 0193/ZLG00268 | Woonhuis in jugendstil                                                             |
| Woonhuis in jugendsti                                                              | 1902-1903              |                                          | Van Nagellstraat 6                      | 52° 30' 28" NB, 6° 5' 31" OL | 0193/ZLG00267 | Woonhuis in jugendsti                                                              |
| Woonhuis in jugendstil                                                             | 1899-1900              | G.B. Broekema                            | Van Nagellstraat 7                      | 52° 30' 28" NB, 6° 5' 31" OL | 0193/ZLG00266 | Woonhuis in jugendstil                                                             |
| Woonhuis in jugendstil                                                             | 1899-1900              | G.B. Broekema                            | Van Nagellstraat 9                      | 52° 30' 28" NB, 6° 5' 32" OL | 0193/ZLG00265 | Woonhuis in jugendstil                                                             |
| Woonhuis in jugendstil                                                             | 1899-1900              | G.B. Broekema                            | Van Nagellstraat 11-11A                 | 52° 30' 28" NB, 6° 5' 32" OL | 0193/ZLG00264 | Woonhuis in jugendstil                                                             |
| Woonhuis in jugendstil                                                             | 1899-1900              | G.B. Broekema                            | Van Nagellstraat 13                     | 52° 30' 28" NB, 6° 5' 32" OL | 0193/ZLG00263 | Woonhuis in jugendstil                                                             |
| Woonhuis in jugendstil                                                             | 1899-1900              | G.B. Broekema                            | Van Nagellstraat 15                     | 52° 30' 28" NB, 6° 5' 32" OL | 0193/ZLG00262 | Woonhuis in jugendstil                                                             |
| Woonhuis in jugendstil                                                             | 1899-1900              | G.B. Broekema                            | Van Nagellstraat 17                     | 52° 30' 28" NB, 6° 5' 32" OL | 0193/ZLG00261 | Woonhuis in jugendstil                                                             |
| Woonhuis in eclecticische-stijl                                                    | 1866                   |                                          | Van Nahuysplein 4                       | 52° 30' 33" NB, 6° 5' 46" OL | 0193/ZLG00275 | Woonhuis in eclecticische-stijl                                                    |
| Woonhuis in eclecticische-stijl                                                    | 1855; 1870-1879        |                                          | Van Nahuysplein 5                       | 52° 30' 33" NB, 6° 5' 47" OL | 0193/ZLG00274 | Woonhuis in eclecticische-stijl                                                    |
| Woonhuis in eclecticische-stijl                                                    | 1855; 1870-1879        |                                          | Van Nahuysplein 6                       | 52° 30' 33" NB, 6° 5' 47" OL | 0193/ZLG00273 | Woonhuis in eclecticische-stijl                                                    |
| Woonhuis in eclecticische-stijl                                                    | 1855; 1870-1879        |                                          | Van Nahuysplein 7                       | 52° 30' 33" NB, 6° 5' 48" OL | 0193/ZLG00272 | Woonhuis in eclecticische-stijl                                                    |
| Transformatorhuis                                                                  | Circa 1930             |                                          | Van Nahuysplein 11                      | 52° 30' 34" NB, 6° 5' 49" OL | 0193/ZLG00271 | Transformatorhuis                                                                  |
| Gebouw in eclecticische-stijl                                                      | 1862                   | Trooster, B.H.                           | Van Nahuysplein 12                      | 52° 30' 35" NB, 6° 5' 49" OL | 0193/ZLG00270 | Gebouw in eclecticische-stijl                                                      |
| Voormalige school (Elbertsschool) in stijl Amsterdamse School                      | 1930                   | Krook, L.                                | Veemarkt 35-40                          | 52° 30' 46" NB, 6° 4' 49" OL | 0193/ZLG00679 | Voormalige school (Elbertsschool) in stijl Amsterdamse School                      |
| Vm Gymnasium - gymzaal + wo in Invloed Amsterdamse School stijl                    | 1929                   | Krook, L.                                | Veerallee 29                            | 52° 30' 25" NB, 6° 4' 44" OL | 0193/ZLG00279 | Upload foto                                                                        |
| Vm Gymnasium - school in Invloed Amsterdamse School stijl                          | 1929                   | Krook, L.                                | Veerallee 30                            | 52° 30' 26" NB, 6° 4' 42" OL | 0193/ZLG00278 | Meer afbeeldingen                                                                  |
| Woonhuis in rationalistische stijl - landhuis                                      | 1916                   | Rueter, Th.                              | Veerallee 35                            | 52° 30' 24" NB, 6° 4' 39" OL | 0193/ZLG00680 | Woonhuis in rationalistische stijl - landhuis                                      |
| Woonhuis in neorenaissancestijl                                                    | 1889                   |                                          | Veerallee 56                            | 52° 30' 18" NB, 6° 4' 25" OL | 0193/ZLG00277 | Woonhuis in neorenaissancestijl                                                    |
| Woonhuis in neorenaissancestijl                                                    | 1889                   |                                          | Veerallee 57                            | 52° 30' 18" NB, 6° 4' 25" OL | 0193/ZLG00276 | Woonhuis in neorenaissancestijl                                                    |
| Woonhuis in traditionalisme (um 1800) stijl                                        | 1914                   | G.B. Broekema                            | Venestraat 2                            | 52° 30' 20" NB, 6° 5' 35" OL | 0193/ZLG00289 | Woonhuis in traditionalisme (um 1800) stijl                                        |
| Woonhuis in traditionalisme (um 1800) stijl                                        | 1914                   | G.B. Broekema                            | Venestraat 4                            | 52° 30' 20" NB, 6° 5' 35" OL | 0193/ZLG00288 | Woonhuis in traditionalisme (um 1800) stijl                                        |
| Woonhuis in traditionalisme (um 1800) stijl                                        | 1914                   | G.B. Broekema                            | Venestraat 6                            | 52° 30' 20" NB, 6° 5' 35" OL | 0193/ZLG00287 | Woonhuis in traditionalisme (um 1800) stijl                                        |
| Woonhuis in traditionalisme (um 1800) stijl                                        | 1914                   | G.B. Broekema                            | Venestraat 8                            | 52° 30' 20" NB, 6° 5' 36" OL | 0193/ZLG00286 | Woonhuis in traditionalisme (um 1800) stijl                                        |
| Woonhuis in traditionalisme (um 1800) stijl                                        | 1914                   | G.B. Broekema                            | Venestraat 10-10A                       | 52° 30' 20" NB, 6° 5' 36" OL | 0193/ZLG00285 | Woonhuis in traditionalisme (um 1800) stijl                                        |
| Woonhuis in traditionalisme (um 1800) stijl                                        | 1914                   | G.B. Broekema                            | Venestraat 12-12A                       | 52° 30' 21" NB, 6° 5' 36" OL | 0193/ZLG00284 | Woonhuis in traditionalisme (um 1800) stijl                                        |
| Woonhuis in traditionalisme (um 1800) stijl                                        | 1914                   | G.B. Broekema                            | Venestraat 14                           | 52° 30' 21" NB, 6° 5' 36" OL | 0193/ZLG00283 | Woonhuis in traditionalisme (um 1800) stijl                                        |
| Woonhuis in traditionalisme (um 1800) stijl                                        | 1914                   | G.B. Broekema                            | Venestraat 16                           | 52° 30' 21" NB, 6° 5' 36" OL | 0193/ZLG00282 | Woonhuis in traditionalisme (um 1800) stijl                                        |
| Woonhuis in traditionalisme (um 1800) stijl                                        | 1914                   | G.B. Broekema                            | Venestraat 18                           | 52° 30' 21" NB, 6° 5' 36" OL | 0193/ZLG00281 | Woonhuis in traditionalisme (um 1800) stijl                                        |
| Woonhuis in traditionalisme (um 1800) stijl                                        | 1914                   | G.B. Broekema                            | Venestraat 20                           | 52° 30' 21" NB, 6° 5' 37" OL | 0193/ZLG00280 | Woonhuis in traditionalisme (um 1800) stijl                                        |
|                                                                                    |                        |                                          | Walstraat 22                            | 52° 30' 38" NB, 6° 5' 47" OL | 0193/ZLG00291 |                                                                                    |
|                                                                                    | Circa 1940 ?           |                                          | Walstraat 45-47                         | 52° 30' 42" NB, 6° 5' 48" OL | 0193/ZLG00290 |                                                                                    |
| Vm Marnixschool in Invloed Amsterdamse School-stijl                                | 1932-1933              | Meijerink, M. & H.                       | Westerlaan 40                           | 52° 30' 29" NB, 6° 5' 9" OL  | 0193/ZLG00315 | Vm Marnixschool in Invloed Amsterdamse School-stijl                                |
| Villa in eclecticische-stijl                                                       | Circa 1865             |                                          | Willemskade 9-9 I                       | 52° 30' 36" NB, 6° 5' 8" OL  | 0193/ZLG00301 | Meer afbeeldingen                                                                  |
| Woonhuis in jugendstil                                                             | 1905                   | Post, G.G                                | Willemskade 17                          | 52° 30' 34" NB, 6° 5' 7" OL  | 0193/ZLG00300 | Woonhuis in jugendstil                                                             |
| Woonhuis in jugendstil                                                             | 1905                   | Post, G.G                                | Willemskade 18                          | 52° 30' 33" NB, 6° 5' 7" OL  | 0193/ZLG00299 | Woonhuis in jugendstil                                                             |
|                                                                                    |                        |                                          | Willemskade 24                          | 52° 30' 32" NB, 6° 5' 3" OL  | 0193/ZLG00298 |                                                                                    |
|                                                                                    |                        |                                          | Willemskade 25                          | 52° 30' 32" NB, 6° 5' 3" OL  | 0193/ZLG00297 |                                                                                    |
|                                                                                    |                        |                                          | Willemskade 26-26A t/m 26H              | 52° 30' 31" NB, 6° 5' 2" OL  | 0193/ZLG00296 |                                                                                    |
|                                                                                    |                        |                                          | Willemskade 27                          | 52° 30' 31" NB, 6° 5' 1" OL  | 0193/ZLG00295 |                                                                                    |
|                                                                                    |                        |                                          | Willemskade 28                          | 52° 30' 31" NB, 6° 5' 1" OL  | 0193/ZLG00294 |                                                                                    |
|                                                                                    |                        |                                          | Willemskade 29                          | 52° 30' 31" NB, 6° 5' 1" OL  | 0193/ZLG00293 |                                                                                    |
|                                                                                    |                        |                                          | Willemskade 30                          | 52° 30' 31" NB, 6° 4' 60" OL | 0193/ZLG00292 |                                                                                    |
| Kantoorgebouw Schrale's beton                                                      | 1957                   | Rietveld                                 | Willemsvaart 21                         | 52° 30' 16" NB, 6° 4' 30" OL | 0193/ZLG00302 | Kantoorgebouw Schrale's beton                                                      |
| Krekenbuurt                                                                        |                        |                                          | Zandkreek 1-31                          | 52° 31' 56" NB, 6° 6' 18" OL | 0193/WN325    | Upload foto                                                                        |
| Krekenbuurt                                                                        |                        |                                          | Zuidkreek 1-6                           | 52° 31' 52" NB, 6° 6' 19" OL | 0193/WN326    | Upload foto                                                                        |

Almelo ·
Borne ·
Dalfsen ·
Dinkelland ·
Deventer ·
Enschede ·
Haaksbergen ·
Hardenberg ·
Hellendoorn ·
Hengelo ·
Hof van Twente ·
Kampen ·
Losser ·
Oldenzaal ·
Olst-Wijhe ·
Ommen ·
Raalte ·
Rijssen-Holten ·
Staphorst ·
Steenwijkerland ·
Twenterand ·
Wierden ·
Zwartewaterland ·
Zwolle